# Finding Carter
Finding Carter è un teen drama statunitense che ha debuttato su MTV l'8 luglio 2014. La serie è stata creata da Emily Argento. L'attrice Kathryn Prescott interpreta Carter, una giovane ragazza la cui vita si è capovolta. Carter scopre che la donna che lei pensava fosse sua madre l'aveva, in realtà, rapita quando aveva tre anni. La serie è stata cancellata dopo due stagioni.

## Trama
La serie parla di Carter, una giovane ragazza che trascorre la sua vita perfetta con la madre single, Lori, fin quando dopo essere stata arrestata, la polizia le rivela che Lori non è sua madre, ma la sua rapitrice. Ora Carter si ritrova a vivere insieme alla sua famiglia biologica, nonostante cerchi di ricongiungersi con Lori. La mamma biologica di Carter, Elizabeth, è invece determinata a trovare Lori e punirla per aver rapito la sua bambina. Nel frattempo il padre di Carter, David, scrive segretamente il sequel del suo libro di successo incentrato su Carter. Della famiglia biologica di Carter fanno parte anche una sorella gemella, Taylor, e un fratello minore, Grant.

## Personaggi e interpreti

### Principali
- Carter Wilson, interpretata da Kathryn Prescott.
- Elizabeth Wilson, interpretata da Cynthia Watros.
- Taylor Wilson, interpretata da Anna Jacoby-Heron.
- David Wilson, interpretato da Alexis Denisof.
- Grant Wilson, interpretato da  Zac Pullam.
- Max Wagner, interpretato da Alex Saxon.

### Secondari
- Lori Stevens, interpretata da Milena Govich.
- Joan, interpretata da Meredith Baxter.
- Buddy, interpretato da Robert Pine.
- Kyle, interpretato da Eddie Matos.
- Gabe, interpretato da Jesse Henderson.
- Toby, interpretato da Stephen Guarino.
- Ofe, interpretato da Jesse Carere.
- Crash, interpretato da Caleb Ruminer.
- Bird, interpretata da Vanessa Morgan.
- Benjamin, interpretato da Ben Winchell.

## Episodi
| Stagione         | Episodi | Prima TV originale | Prima TV Italia |
| ---------------- | ------- | ------------------ | --------------- |
| Prima stagione   | 12      | 2014               | inedita         |
| Seconda stagione | 24      | 2015               | inedita         |